# ديفيد سركسيان
ديفيد سركسيان(الأرمنية: Դավիթ Ռաֆայելի Սարգսյան؛ ولد في 14 يوليو 1977 في يريفان) كان وزير المالية في أرمينيا من عام 2013 إلى عام 2014. وقبل ذلك، شغل منصب رئيس الأركان (أمين مجلس الوزراء) حكومة أرمينيا من 2008 إلى 2013.
خلال فترة عمله في السلطة التنفيذية، بدأ عددًا من الإصلاحات. وبصفته وزير المالية، ترأس أنشطة تجريب إصدار سندات اليورو الخاصة بأرمينيا وضمان وصول أرمينيا إلى سوق رأس المال الدولي.
شرع الوزير سركسيان في إجراء عدد من الإصلاحات في مجال المشتريات العامة لزيادة المساءلة والشفافية في العملية. وكان أحد النجاحات التي حققها هذا الإصلاح هو تنفيذ نظام المشتريات الإلكترونية، وكذلك تحسين الإجراءات الجاذبة والسيطرة العامة عليها.
مجموعة أخرى من الإصلاحات الرئيسية كانت في مجال الإدارة العامة. وكان أحد التعهدات هو وضع تمييز واضح بين وظائف المسؤولين السياسيين والموظفين في هيئات الإدارة العامة، وصانعي السياسات، والمؤسسات العامة التي تقدم خدمات حكومية. وكان هناك إصلاح آخر يستهدف تنفيذ نظام إدارة إلكتروني للحكومة يتكون من 15 مكونًا، بدءًا من نظام إدارة الوثائق الإلكترونية وسير العمل إلى «محطة متكاملة» تتيح تسجيل نشاط تجاري في غضون 15 دقيقة. كما شملت النظام الإلكتروني لتطبيقات التراخيص وتقديم تقارير الكيانات المرخصة؛ النظام الإلكتروني للمدفوعات الحكومية، إلخ.
ونتيجة للإصلاحات المضطلع بها، تحسن مستوى شفافية هيئات الإدارة العامة بشكل حاد، مما جعل أرمينيا أول بلد في العالم يفصح عن النفقات الحكومية على الإنترنت بشكل يومي من خلال تطبيق «الميزانية التفاعلية».

## النشأة والتعليم
ولد سركسيان في يريفان في 14 يوليو 1977.في عامي 1994-1999، درس في معهد يريفان الحكومي للاقتصاد، وفي عامي 1999-2002 كان طالبًا في الدراسات العليا في نفس مؤسسة التعليم العالي. ديفيد سركسيان حائز على دكتوراه في الاقتصاد.

## مهنة
بدأ الوزير سركسيان مسيرته المهنية في وزارة المالية والاقتصاد الأرمينية في عام 1997. عمل في البداية كأخصائي بارز في إدارة الدين العام في وزارة المالية والاقتصاد، وفي وقت لاحق، في 1998-1999 عمل كبير أخصائي في إدارة الدين الخارجي في وزارة المالية والاقتصاد في أرمينيا.
وقد أمضى وزير سركسيان حوالي 9 سنوات في البنك المركزي لأرمينيا (CBA) في وظائف مختلفة. من عام 2006 إلى عام 2008، كان رئيسًا لقسم سياسات وتحليل الأنظمة المالية في CBA. وخلال الفترة من 2002 إلى 2006، ترأس قسم منهجيات والتحليلات المصرفية في CBA. وفي عام 2002، شغل منصبًا لمنهجية المنهجية المصرفية وقسم التنظيم في قسم منهجيات التحليلات المصرفية. وقبل ذلك، من 1999 إلى 2002، كان مساعدًا لرئيس CBA.
خلال الفترة التي قضاها في CBA، كان السيد ديفيد يشارك على نطاق واسع في إجراء الإصلاحات. قام بتطوير وتنفيذ مفهوم التنظيم الموحد والإشراف على النظام المالي. نظام ضمان الودائع الوطنية؛ تمويل الرهن العقاري وتطوير سوق الرهن العقاري ركزت الإصلاحات والمتطلبات والمبادئ التوجيهية لنظام الرقابة الداخلية للبنوك التجارية. مفهوم حوكمة الشركات في القطاع المصرفي. مفهوم الإشراف القائم على المخاطر ودليل الإشراف المصرفي وقانون التأمين الجديد والإشراف على التأمين بما يتماشى مع معايير الاتحاد الأوروبي؛ وتنفيذ معايير بازل 2 في أرمينيا.
وفي الفترة 2004-2007، شغل السيد سركسيان منصب أمين المجموعة الإقليمية للمشرفين على العمليات المصرفية عبر القوقاز وآسيا الوسطى والاتحاد الروسي. من 2001 حتى 2003، شغل منصب المدير الفضائي في مجلس إدارة بنك التجارة والتنمية في البحر الأسود. من 2003 إلى 2008، ألقى محاضرات في معهد يريفان الحكومي للاقتصاد.

## الحياة الشخصية
متزوج وله ابنة وابنان.